# Elecciones presidenciales de Colombia de 2002
Las elecciones presidenciales de Colombia de 2002 se celebraron el domingo 26 de mayo de ese año.
Al iniciarse la época preelectoral, aparecía como el gran favorito en los sondeos de opinión el exministro liberal Horacio Serpa, quien había sido derrotado cuatro años atrás por el presidente Andrés Pastrana. Detrás de él se ubicaba la exministra Noemí Sanín, quien también se había postulado en 1998, quedando en tercer lugar.

## Antecedentes y candidaturas

### Candidatura conservadora
Por ese entonces (principios de 2001) el sector gobiernista del Congreso empezó a gestionar la búsqueda de un candidato que renovara la Gran Alianza que le había dado la presidencia a Pastrana; inicialmente se pensó en ofrecer la candidatura a Sanín, pero ella anunció que se postularía como independiente, por lo que se buscó un candidato que saliera del gabinete de ministros, teniéndose como primera opción al ministro del Interior y exvicepresidente liberal Humberto de La Calle, quien rechazó la candidatura, sugiriendo la postulación de un conservador. El veterano ministro de Desarrollo Económico, Augusto Ramírez Ocampo aceptó el reto, renunció al ministerio y fue proclamado candidato conservador a la Presidencia.
La candidatura de Ramírez Ocampo es impulsada con muy pocos ánimos por sus compañeros de partido, que no ven con él un futuro prometedor en las elecciones, pues cuenta con menos de 1% en los sondeos de opinión. Entonces decide retirarse, y el presidente del partido, Carlos Holguín Sardi convoca a la inscripción de precandidatos para realizar una consulta interna entre los más de 16.000 delegados de la convención nacional. Un sector del partido le ofrece a Noemí Sanín ser la candidata oficial (ella había pertenecido al conservatismo hasta antes de las elecciones de 1998), pero esta decide mantenerse en su independencia, con su movimiento Sí, Colombia, por lo que este sector resuelve no participar en la consulta conservadora y respaldar directamente a Sanín. Luego de varias semanas de especulación en las que se barajan los nombres de Juan Camilo Restrepo, Olga Duque de Ospina, Gabriel Melo Guevara, Omar Yepes y el propio Holguín, se inscriben Restrepo, el octogenario exministro Marino Jaramillo y un desconocido Francisco Tovar. En la consulta sufragan casi más de 11 000 personas (notándose la influencia del retiro de los noemicistas), ganando con más de 10 000 votos el exministro Juan Camilo Restrepo.

### Candidatura Liberal
A mediados de 2001 el exgobernador liberal de Antioquia Álvaro Uribe Vélez regresa de Londres y anuncia que competirá contra Serpa por la candidatura liberal en una consulta popular. A esta disputa se suman la exministra Cecilia López Montaño y el exsenador Julio César Turbay Quintero, hijo del expresidente Julio César Turbay. Pero Uribe, arguyendo falta de garantías, y en el marco de unas cada vez más fuertes diferencias ideológicas con el favorito, Serpa, se retira del partido, y anuncia que postulará como independiente. Semanas después, Turbay y López Montaño retiran sus nombres de la contienda y adhieren a Serpa, siendo este proclamado candidato oficial del partido liberal.
Por esta época Horacio Serpa mantiene el liderato de las encuestas (con alrededor de 40%), seguido de Sanín y Uribe disputándose el segundo puesto (ambos con un 20%). En cuarto lugar aparece Juan Camilo Restrepo.

### Candidatura de la izquierda
Varios sectores sociales, cívicos y políticos de izquierda se reúnen en una organización llamada el Frente Social y Político, que proclama como su líder y candidato presidencial al presidente de la Central Unitaria de Trabajadores, Luis Eduardo Garzón. Tras su lanzamiento y durante varios meses, Garzón solo logra registrar un punto en los sondeos, ya que no cuenta con el apoyo de muchos de los otros grupos de izquierda del país.

### Ascenso de Uribe
El candidato Uribe había empezado a crecer en las encuestas, llegando a superar a Noemí Sanín gracias a su duro discurso contra el proceso de paz de Pastrana y la guerrilla de las FARC-EP, ofreciendo que durante su gobierno habría una lucha frontal contra la subversión. Pero el detonante de su candidatura sería el fin de ese proceso de paz, en enero de 2002, ya que se considera como un acto que le concede la razón a Uribe, en su propuesta de lucha frontal contra las guerrillas colombianas. Una semana después del hecho, se publica una encuesta en la que Uribe ya supera a Serpa por nueve puntos (39%-30%) y muchos de los parlamentarios conservadores deciden retirar su respaldo a Juan Camilo Restrepo (quien seguía estancado en el cuarto lugar) y concedérselo a Uribe. El resultado es que para febrero de 2002, y luego de la adhesión de un buen grupo de parlamentarios liberales, Uribe ya alcanza alrededor del 60% de las preferencias, frente a un debilitado Serpa y una casi eliminada Noemí Sanín. Ante el panorama, Juan Camilo Restrepo se retira de la disputa electoral, y el partido conservador adhiere oficialmente a Uribe.

### Íngrid Betancourt
La senadora del movimiento ecologista verde oxígeno Íngrid Betancourt anuncia su candidatura presidencial en mayo de 2001, luego de retirarse del Senado, y pese a que no es muy favorecida por las encuestas, se convierte en una de las protagonistas de la campaña, debido a su estilo renovador y rebelde frente al sistema tradicional. Precisamente ese estilo rebelde queda demostrado cuando, tras el fin de las negociaciones de paz, se dirige al centro de estas, el municipio de San Vicente del Caguán, en Caquetá, a respaldar a sus pobladores y a su alcalde (perteneciente a su partido político) en la difícil situación de inseguridad en la que se encontraban; pero en el camino hacia este municipio es secuestrada por las FARC-EP, lo que le convierte durante la campaña, en el símbolo contra el secuestro, uno de los males que tanto azotó a Colombia. Íngrid Betancourt fue liberada 6 años más tarde, en julio de 2008, en una acción del ejército colombiano, en la renombrada "Operación Jaque".

### Tras las parlamentarias
En marzo de 2002 se elige un Congreso mayoritariamente uribista, y los sectores independientes de izquierda (entre ellos el Frente Social y Político de Luis E. Garzón) obtienen un resultado muy significativo. Uribe aparece como un candidato imbatible y todos los sectores de la izquierda deciden rodear la candidatura de Luis Eduardo Garzón, en la coalición conocida como Polo Democrático Independiente que pasa al tercer lugar de los sondeos, superando a Noemí Sanín.

## Candidatos
La siguiente es la lista de candidatos inscritos (por orden alfabético).
| Fórmula presidencial | Fórmula presidencial | Fórmula presidencial                  | Partido                 | Cargos públicos | Fórmula vicepresidencial | Fórmula vicepresidencial                          | Cargos públicos                                                                                |
| -------------------- | -------------------- | ------------------------------------- | ----------------------- | --- | ------------------------ | ------------------------------------------------- | ---------------------------------------------------------------------------------------------- |
|                      |                      | Álvaro Uribe Vélez (49 años) Abogado  |                         | - Director de la Aeronáutica Civil (1980-1982) - Alcalde de Medellín (1982) - Senador de la República (1986-1994) - Gobernador de Antioquia (1995-1997)                                                                   |                          | Francisco Santos (40 años) Abogado                |                                                                                                |
|                      |                      | Horacio Serpa (59 años) Abogado       |                         | - Representante a la Cámara por Santander (1978-1986) - Senador de la República (1986-1990) - Ministro de Gobierno (1990) - Copresidente de la Asamblea Nacional Constituyente (1991) - Ministro del Interior (1994-1997) |                          | José Gregorio Hernández Galindo (48 años) Abogado | - Magistrado de la Corte Constitucional (1991-2001)                                            |
|                      |                      | Luis Eduardo Garzón (51 años) Abogado |                         | - Presidente de la CUT (1994-1998) |                          | Vera Grabe 51 años Antropóloga                    |                                                                                                |
|                      |                      | Noemí Sanín (52 años) Abogado         | Movimiento Si, Colombia | - Ministra de Comunicaciones de Colombia (1983-1984) - Ministra de Relaciones Exteriores de Colombia (1991-1993) |                          | Fabio Villegas 47 años Economista                 | - Ministro de Gobierno de Colombia (1993-1994) - Embajador de Colombia ante la OEA (1994-1995) |

## Resultados

Resultados Favorables a Uribe Vélez a nivel Nacional

| Candidato a presidente    | Candidato a vicepresidente      | Partido o movimiento           | Votos      | %       |
| ------------------------- | ------------------------------- | ------------------------------ | ---------- | ------- |
| Álvaro Uribe Vélez        | Francisco Santos Calderón       | Primero Colombia               | 5.862.655  | 54.51%  |
| Horacio Serpa Uribe       | José Gregorio Hernández Galindo | Partido Liberal Colombiano     | 3.514.779  | 32.68%  |
| Luis Eduardo Garzón       | Vera Grabe Lewenberg            | Polo Democrático Independiente | 680.245    | 6.32%   |
| Marta Noemí Sanín Posada  | Fabio Villegas Ramírez          | Sí, Colombia                   | 641.884    | 5.96%   |
| Ingrid Betancourt Pulecio | Clara Leticia Rojas González    | Partido Verde Oxígeno          | 53.922     | 0.48%   |
| Harold Bedoya Pizarro     | Marino Jaramillo Echeverri      | Movimiento Fuerza Colombia     | 50.763     | 0.45%   |
| Francisco Tovar Garcés    | Ricardo Díaz Caballero          | Movimiento Defensa Ciudadana   | 16.333     | 0.14%   |
| Augusto Guillermo Lora    | Germán Rojas Niño               | Movimiento 19 de Abril         | 10.987     | 0.09%   |
| Álvaro Cristancho Toscano | Manuel Enrique Delgado          | Participación Comunitaria      | 9.627      | 0.08%   |
| Guillermo Antonio Cardona | Hernán Cuervo Bernal            | Mov. Comunal y Comunitario     | 8.023      | 0.07%   |
| Rodolfo Rincón Sosa       | Donaldo Jinete Escorcia         | Participación Comunitaria      | 6.311      | 0.05%   |
| Votos en blanco           | Votos en blanco                 | Votos en blanco                | 122.240    | 1.16%   |
| Total votos válidos       | Total votos válidos             | Total votos válidos            | 11'051.645 | 100.00% |
| Votos nulos               | Votos nulos                     | Votos nulos                    | 149.123    |         |
| Tarjetas no marcadas      | Tarjetas no marcadas            | Tarjetas no marcadas           | 48.966     |         |
| Total de votantes         | Total de votantes               | Total de votantes              | 11'249.734 |         |

| Amazonas           | 4 530     | 40,30% | 5 460   | 48,57% | 358     | 3,18%  | 580     | 5,16%  |
| Antioquia          | 933 161   | 66,20% | 225 743 | 16,01% | 64 419  | 4,57%  | 138 432 | 9,82%  |
| Arauca             | 14 625    | 50,89% | 9 281   | 32,29% | 1 495   | 5,20%  | 1 448   | 5,03%  |
| Atlántico          | 170 400   | 37,52% | 244 970 | 53,95% | 19 360  | 4,26%  | 10 634  | 2,34%  |
| Bogotá             | 1 214 379 | 57,27% | 530 916 | 25,04% | 200 521 | 9,45%  | 112 349 | 5,29%  |
| Bolívar            | 132 912   | 38,75% | 178 295 | 51,98% | 10 103  | 2,94%  | 14 277  | 4,16%  |
| Boyacá             | 188 002   | 47,02% | 146 811 | 36,72% | 23 420  | 5,85%  | 26 764  | 6,62%  |
| Caldas             | 233 080   | 67,98% | 57 865  | 16,87% | 24 785  | 4,64%  | 15 910  | 7,22%  |
| Caquetá            | 24 038    | 48,07% | 12 248  | 24,49% | 4 855   | 9,71%  | 5 662   | 11,32% |
| Casanare           | 32 502    | 46,79% | 24 426  | 35,16% | 2 627   | 3,78%  | 4 938   | 7,10%  |
| Cauca              | 83 053    | 34,52% | 107 707 | 44,77% | 23 854  | 9,91%  | 15 555  | 6,46%  |
| Cesar              | 67 952    | 35,40% | 103 044 | 53,68% | 5 704   | 2,97%  | 9 203   | 4,79%  |
| Chocó              | 12 720    | 21,20% | 42 791  | 71,33% | 1 083   | 1,80%  | 1 212   | 2,02%  |
| Consulados         | 90 114    | 84,71% | 9 415   | 8,85%  | 3 185   | 2,99%  | 1 828   | 1,71%  |
| Córdoba            | 142 407   | 39,11% | 196 697 | 54,03% | 8 923   | 2,45%  | 7 637   | 2,09%  |
| Cundinamarca       | 347 460   | 53,87% | 177 351 | 27,50% | 48 187  | 7,47%  | 49 507  | 7,67%  |
| Guainía            | 1 547     | 40,49% | 1 737   | 45,47% | 228     | 5,96%  | 164     | 4,29%  |
| Guaviare           | 3 958     | 50,06% | 2 180   | 27,57% | 339     | 4,28%  | 968     | 12,24% |
| Huila              | 125 620   | 53,57% | 68 790  | 29,34% | 16 723  | 7,13%  | 15 137  | 6,45%  |
| La Guajira         | 24 399    | 24,94% | 65 872  | 67,33% | 3 801   | 3,88%  | 1 650   | 1,68%  |
| Magdalena          | 113 812   | 46,96% | 105 205 | 43,41% | 8 706   | 3,69%  | 8 455   | 3,48%  |
| Meta               | 116 049   | 64,05% | 36 871  | 20,35% | 10 323  | 5,69%  | 11 970  | 6,60%  |
| Nariño             | 129 543   | 46,57% | 86 375  | 31,05% | 29 286  | 10,52% | 20 826  | 7,48%  |
| Norte de Santander | 207 710   | 60,01% | 83 619  | 24,16% | 15 866  | 4,58%  | 26 104  | 7,54%  |
| Putumayo           | 16 436    | 42,37% | 14 616  | 37,68% | 2 402   | 6,19%  | 3 220   | 8,30%  |
| Quindío            | 126 633   | 66,18% | 38 640  | 20,19% | 9 156   | 4,78%  | 10 002  | 5,22%  |
| Risaralda          | 191 141   | 70,54% | 39 088  | 14,42% | 14 784  | 5,45%  | 17 552  | 6,47%  |
| San Andrés         | 4 733     | 42,56% | 5 380   | 48,38% | 338     | 3,04%  | 358     | 3,21%  |
| Santander          | 259 176   | 38,04% | 354 947 | 52,10% | 24 315  | 3,56%  | 25 886  | 3,84%  |
| Sucre              | 58 631    | 30,02% | 119 038 | 60,94% | 9 066   | 4,64%  | 4 195   | 2,14%  |
| Tolima             | 182 283   | 51,00% | 123 704 | 34,61% | 21 998  | 6,15%  | 16 816  | 4,70%  |
| Valle del Cauca    | 606 696   | 56,81% | 290 167 | 27,17% | 71 098  | 6,65%  | 60 873  | 5,70%  |
| Vaupés             | 1 013     | 29,32% | 1 977   | 57,23% | 143     | 4,14%  | 223     | 6,45%  |
| Vichada            | 1 940     | 31,79% | 3 553   | 58,22% | 151     | 2,47%  | 192     | 3,14%  |
| Fuente: El Tiempo  |           |        |         |        |         |        |         |        |